# Mustela nivalis campestris
Mustela nivalis campestris es una subespecie de  mamíferos carnívoros  de la familia Mustelidae subfamilia Mustelinae.

## Distribución geográfica
Se encuentra en los Estados Unidos: Dakota del Sur, Nebraska y Iowa.